# PKP Polskie Linie Kolejowe

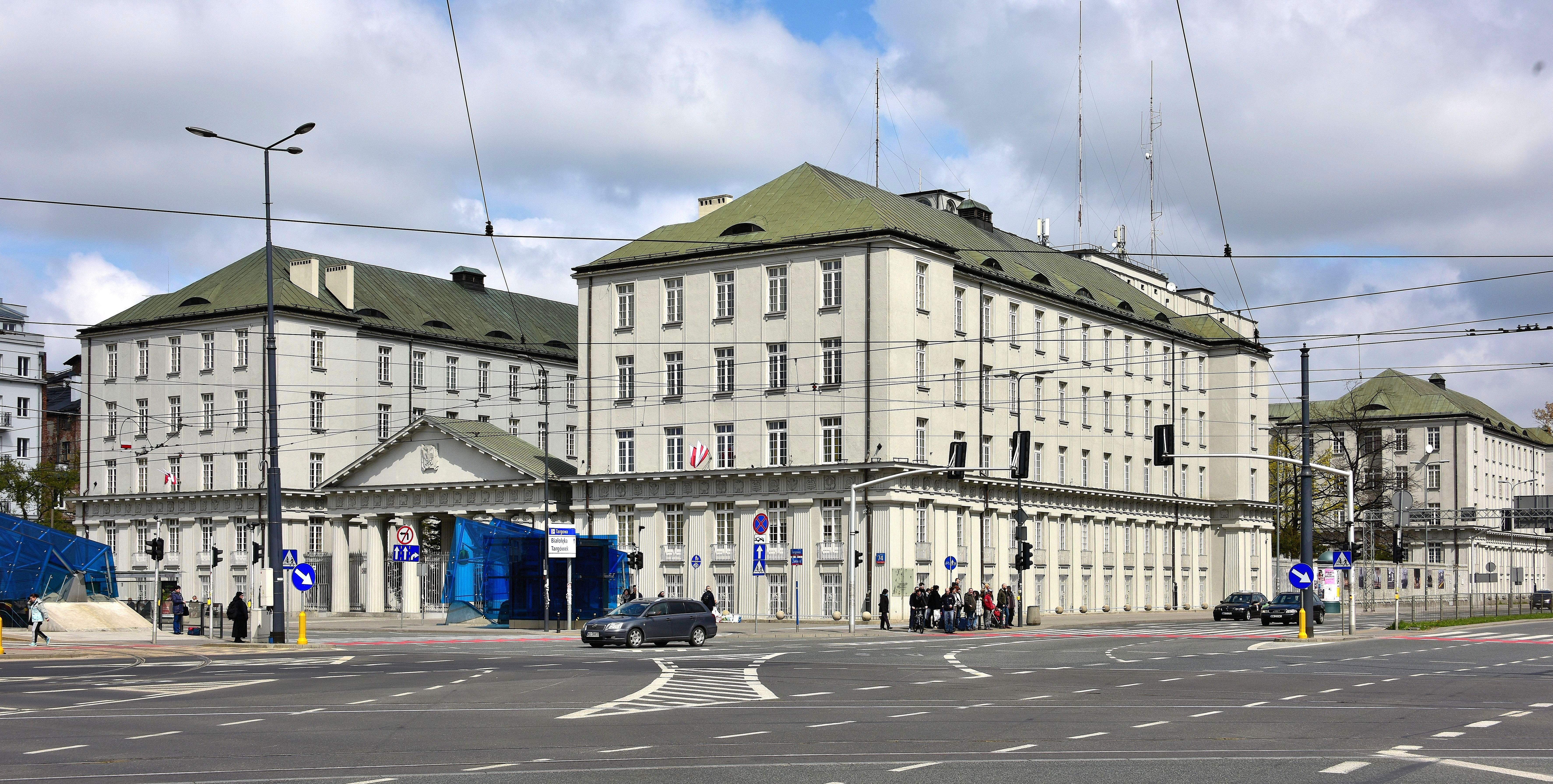
Sitz der PKP PLK in Warschau

Die PKP Polskie Linie Kolejowe SA (PKP PLK) ist ein polnisches Eisenbahninfrastrukturunternehmen mit Sitz im Warschauer Stadtteil Praga. Das Unternehmen entstand 2001 nach der Aufgliederung der Staatsbahn PKP in mehrere Tochtergesellschaften, die jeweils ein bestimmtes Aufgabengebiet abdecken, und erfüllte damit auch Standards der Europäischen Union.

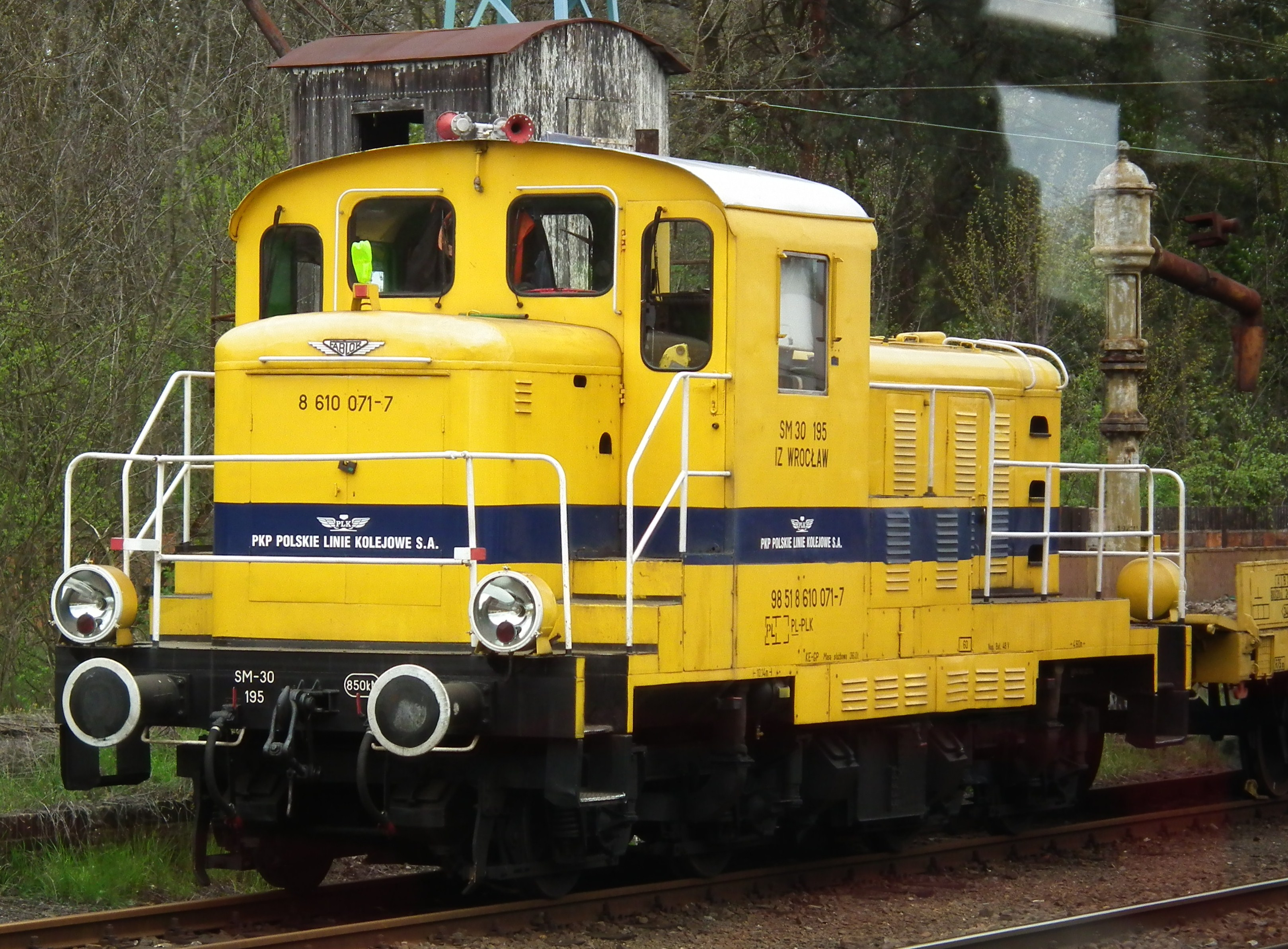
Eine Arbeitszuglok

Die PKP PLK verwaltet den Großteil des polnischen Eisenbahnnetzes und Bahngeländes. Weiterhin koordiniert sie Instandhaltungs-, Modernisierungs- sowie Neubauvorhaben des Eisenbahnnetzes und übernimmt die Aufstellung von Fahrplänen.
Das Unternehmen befindet sich mehrheitlich im Eigentum des polnischen Finanzministeriums (75,8 %), die restlichen 24,2 % halten die (ebenfalls staatliche) PKP. Das Stammkapital der Aktiengesellschaft beträgt 25.264.400.000,00 Złoty.
2020 nutzten etwa 1,5 Millionen Personenzüge und 420.000 Güterzüge das Netz von PKP PLK. Die daraus resultierenden Einnahmen entsprechen ungefähr 30 % des Umsatzes.
Tochterunternehmen sind Przedsiębiorstwo Napraw i Utrzymania Infrastruktury Kolejowe Krakau, DOLKOM Breslau, Zakład Robót Komunikacyjnych–DOM Posen und Pomorskie Przedsiębiorstwo Mechaniczno-Torow in Danzig.